# Leiolopisma ceciliae
Leiolopisma ceciliae là một loài thằn lằn trong họ Scincidae. Loài này được Arnold & Bour mô tả khoa học đầu tiên năm 2008.